# Csadi Zoltán
Csadi Zoltán (Galánta, 1983. március 4. –) magyar színész, rendező, a Bartók Színház művészeti igazgatója, valamint a II. Rákóczi Ferenc Alapítvány a Kárpát-medencei Fiatalokért ügyvezetője.

## Életpálya
1983. március 4-én született egy kis felvidéki faluban, Feketenyéken. Általános iskolai tanulmányait szülőfalujában és Galántán a Šverma utcai Alapiskolában (jelenlegi nevén: Kodály Zoltán MTNY Alapiskola) végezte. 2001-ben érettségizett a galántai Kodály Zoltán Gimnáziumban. 2004-ben Színész II. szakképesítést szerzett a Shakespeare Színművészeti Akadémián, Balogh Zsolt és Tordai Teri osztályában, majd 2011-ben Színész I. felsőfokú szakképesítést kapott a Budapesti Kamaraszínházban. 2013-2016 között tanulmányokat folytatott a Színház- és Filmművészeti Egyetem drámainstruktor alapszakán, színjátékos szakiránnyal. Diplomáját 2016. június 24-én vette át. 2016-2018 között a Károli Gáspár Református Egyetem színháztudományi mesterszakán tanult. Diplomáját 2018. július 6-án vette át. Jelenleg a Bartók Kamaraszínház művészeti igazgatójaként dolgozik, színészként és rendezőként is rendszeresen tevékenykedik. 2021-től a színház művészeti igazgatója.
Az aktív színházművészeti tevékenységek mellett színháztudománnyal és színháztörténettel is foglalkozik. A Magyar Művészeti Akadémia 2018-2021 évekre szóló művészeti ösztöndíj programjának tagja. Kutatási területe: művészetelmélet, színháztörténet, színházesztétika, kultúrpolitika. Hegedűs Tibor munkássága, hagyatékának feldolgozása, igazolási perének vizsgálata. A témában rendszeresen jelennek meg publikációi. Alkotói-kutatói tevékenységével minden részletre kiterjedő színház- és kultúrtörténeti áttekintés keretén belül vizsgálja és tárja fel Hegedűs Tibor munkásságát. 2014-től részt vesz a Színház- és Filmművészeti Kamara 1939-1945 közötti működését vizsgáló, doktori disszertációhoz kapcsolódó, levéltári kutatásokban.
A művészeti tevékenységen túl a kanadai Rákóczi Alapítvány leányalapítványa, a II. Rákóczi Ferenc Alapítvány ügyvezetőjeként – önkéntes munkában – dolgozik a Kárpát-medencei magyar fiatalok társadalmi szerepvállalásának segítése, valamint a nemzeti összetartozás erősítése céljából. 2003-óta minden évben koordinálja és irányítja a Rákóczi Magyarságismereti Mozgótábor eseményeit. A Rákóczi Alapítvány ungvári és gyergyószentmiklósi étkeztetési programjait felügyeli. Az elmúlt évek alatt számos konferenciát, találkozót szervezett és vezetett az alapítvány elkötelezett tagjaként.
Kiemelten fontos számára a magyar nyelv és kultúra ápolása és hirdetése, különösen a határon túli régiókban, azon belül is a szórvány közösségekben. Petőfi utazásait megörökítő prózai művéből, az Utilevelekből készült Útirajzok című monodrámájával több alkalommal fellépett Erdélyben, a Felvidéken, valamint Kanadában és az Egyesült Államokban is bemutathatta előadását.  
A 2018. augusztus 20-i nemzeti ünnepünk alkalmából Áder János köztársasági elnök, Csadi Zoltánnak a magas színvonalú szakmai tevékenységéért, a magyar kultúra ápolása iránt elhivatott művészi pályája, valamint a Rákóczi Alapítvány ügyvezetőjeként a határon túli magyar ifjúságért végzett értékőrző és közösségépítő tevékenysége elismeréseként a Magyar Ezüst Érdemkereszt polgári tagozat kitüntetést adományozta.   

## Szerepei

### Budapesti Kamaraszínház(2004-2012)
Pályakezdő színészként került a színházba és több alkalommal dolgozhatott itt olyan nagyformátumú színházi alkotókkal, mint: Sándor János, Lukáts Andor, Tordy Géza, Csiszár Imre, Iglódi István, Viktor Ioan Frunza.

### Bartók Kamaraszínház
2005 óta játszik a dunaújvárosi Bartók Kamaraszínházban. Színészként sokféle műfajban kipróbálhatta magát a meseelőadástól, zenés darabon, operetten, drámán keresztül egészen a táncszínházi produkcióig.

## Rendezései
| Darab                                 | Színház              | Bemutató             |
| ------------------------------------- | -------------------- | -------------------- |
| Párizs ege alatt                      | Bartók Kamaraszínház | 2007. november 10.   |
| Anna                                  | Bartók Kamaraszínház | 2010. október 16.    |
| Nero                                  | Bartók Kamaraszínház | 2012. január 22.     |
| Bartók Orfeum                         | Bartók Kamaraszínház | 2013. december 31.   |
| Orpheusz nyomában                     | Bartók Kamaraszínház | 2014. november 9.    |
| Igazságtalanság – Az utolsó szó jogán | Bartók Kamaraszínház | 2016. október 23.    |
| Mikrokozmosz                          | Bartók Kamaraszínház | 2017. október 2.     |
| Dr. Kozmosz                           | Bartók Kamaraszínház | 2018. szeptember 28. |
| Twist Olivér                          | Bartók Kamaraszínház | 2019. február 1.     |

## Írásai
| Darab                                 | Színház                                         | Bemutató             | Hozzájárulás |
| ------------------------------------- | ----------------------------------------------- | -------------------- | ------------ |
| Párizs ege alatt                      | Bartók Kamaraszínház                            | 2007. november 10.   | szerkesztő   |
| Anna                                  | Bartók Kamaraszínház                            | 2010. október 16.    | szerző       |
| Nero                                  | Bartók Kamaraszínház                            | 2012. január 22.     | szerző       |
| Bartók Orfeum                         | Bartók Kamaraszínház                            | 2013.december 31.    | szerkesztő   |
| Orpheusz nyomában                     | Bartók Kamaraszínház                            | 2014. november 9.    | szerkesztő   |
| Útirajzok                             | Színház- és Filművészeti Egyetem (Ódry Színpad) | 2016. április 14.    | szerkesztő   |
| Igazságtalanság – Az utolsó szó jogán | Bartók Kamaraszínház                            | 2016. október 23.    | szerző       |
| Mikrokozmosz                          | Bartók Kamaraszínház                            | 2017. október 2.     | szerkesztő   |
| Dr. Kozmosz                           | Bartók Kamaraszínház                            | 2018. szeptember 28. | szerkesztő   |
| Twist Olivér                          | Bartók Kamaraszínház                            | 2019. február 1.     | szövegkönyv  |

## Publikációk, tanulmányok
| Cím                                                                                      | Hely              | Időpont                       | Hozzájárulás |
| ---------------------------------------------------------------------------------------- | ----------------- | ----------------------------- | ------------ |
| Egy elfeledett színházi polihisztor                                                      | Criticai Lapok    | 2018, XXVII. évf. 11-12. szám | szerző       |
| 120 éve született a Vígszínház egykori igazgatója                                        | www.vigszinhaz.hu | 2018.november 08.             | szerző       |
| Társadalmi, politikai és ideológiai kérdések Hunyady Sándor Lovagias ügy című drámájában | Criticai Lapok    | 2022, XXXI. évf. 11-12. szám  | szerző       |
| Hunyady Sándor és a Vígszínház: Egy hajdani évforduló margójára                          | Criticai Lapok    | 2023, XXXII. évf. 05-06. szám | szerző       |